# Opferfonds Cura

Logo

Der Opferfonds Cura bietet Opfern rechter Gewalt finanzielle Hilfe. 

## Gründung
Nach den Anschlägen auf Asylbewerberheime in Mölln und Hoyerswerda rief Ursula Kinkel, die Ehefrau des ehemaligen Bundesaußenministers Klaus Kinkel, 1993 die Aktion Cura ins Leben. 2004 ging die Aktion Cura als Opferfonds Cura in die Trägerschaft der Amadeu Antonio Stiftung über, welche ihn seither durchgängig betreut.

## Arbeit
Opfer rechtsextremer Gewalt bleiben häufig allein mit den Folgen von Gewalttaten. Neben körperlichen und seelischen Verletzungen werden diese zudem auch finanziell belastet (z. B. Anwaltskosten und Sachschäden). Die Organisation bietet hier direkt, schnell und unbürokratisch finanzielle Hilfe. Der Fonds finanziert auch Maßnahmen, die eine Rückkehr der Geschädigten in den Alltag ermöglichen. Gleichzeitig arbeitet der Opferfonds eng mit lokalen Opferhilfen in der Beratung von Betroffenen zusammen.

## Förderstatistik
In den letzten zehn Jahren unterstützte der Opferfonds CURA mehr als 142 Betroffene rechter Gewalt mit insgesamt 112.252 Euro. Der Unterstützungsbedarf ist in der Tendenz seit Jahren ansteigend, allein 2014 wurde 25 Betroffenen mit 26.372,33 Euro geholfen.